# Президент Республики Сербская Краина
Президе́нт Респу́блики Се́рбская Кра́ина
(серб. Предсједник Републике Српске Краjине)
Согласно Конституции, Президент Республики Сербская Краина являлся главой государства и выступает от его имени.
В соответствии со статьей 81 Конституции Республики Сербская Краина, Президент Республики Сербская Краина избирался гражданами Сербской Краины на основе всеобщего, равного и прямого избирательного права путём тайного голосования сроком на пять лет. Одно и то же лицо не может быть избрано Президентом Республики Сербская Краина более чем на два срока подряд. Новоизбранный Президент Республики Сербская Краина вступает в должность не позднее, чем через 30 дней после официального оглашения результатов выборов.

## Присяга Президента Республики Сербская Краина
Я клянусь посвятить все мои силы сохранению суверенитета и территории Республики Сербской Краины, осуществлению национальных интересов сербского народа, достижению человеческих и гражданских свобод и прав, уважению и защите Конституции и законов, сохранению мира и благополучия сербского народа и всех граждан и что я буду добросовестно и ответственно выполнять все свои обязанности. 
Оригинальный текст (серб.)Заклињем се да ћу све своје снаге посветити очувању суверености цјелине територије Републике Српске Крајине, остваривању националних интереса српског народа, људских и грађанских слобода и права, поштовању и одбрани Устава и закона, очувању мира и благостања српског народа и свих грађана и да ћу савјесно и одговорно испуњавати све своје дужности.

## Полномочия Президента Республики Сербская Краина
В области национальной безопасности и обороны:
- Президент по должности являлся Верховным Главнокомандующим Вооружённых Сил Республики Сербская Краина, как в военное, так и в мирное время в соответствии с Конституцией Республики Сербская Краина и решениями Высшего совета обороны под председательством Верховного совета обороны, и осуществлял руководство в сфере национальной безопасности и обороны государства[1].

Другие полномочия:
- осуществляет помилование[2];

## Президенты Республики Сербская Краина
| # | Имя (род–ум)             | Портрет | Поступил на должность | Покинул должность | Партия                          |
| - | ------------------------ | ------- | --------------------- | ----------------- | ------------------------------- |
| 1 | Милан Бабич (1956–2006)  |         | 19 декабря 1991       | 16 февраля 1992   | Сербская демократическая партия |
|   | Миле Паспаль (1953)      |         | 16 февраля 1992       | 26 февраля 1992   | Сербская демократическая партия |
| 2 | Горан Хаджич (1958–2016) |         | 26 февраля 1992       | 12 декабря 1993   | Сербская демократическая партия |
|   | Милан Бабич (1956–2006)  |         | 12 декабря 1993       | 12 февраля 1994   | Сербская демократическая партия |
| 3 | Милан Мартич (1956)      |         | 25 января 1994        | 7 августа 1995    | Сербская партия социалистов     |

Все они обвинены Гаагским трибуналом. Милан Бабич признал вину и был приговорен к 13 годам заключения, но совершил самоубийство в 2006 году. Милан Мартич был приговорен к 35 годам заключения и отбывает срок в Тарту, Эстония. После ареста бывшего командира формирований боснийских сербов Стояна Жуплянина 11 июня 2008 года, ареста бывшего политического лидера боснийских сербов Радована Караджича 21 июля 2008 года и ареста бывшего командующего армией боснийских сербов Ратко Младича 26 мая 2011 года, Горан Хаджич оставался самым разыскиваемым МТБЮ лицом. Власти Сербии объявили награду за информацию о местонахождении Хаджича в 5 миллионов евро. Горан Хаджич после семилетнего розыска был арестован 20 июля 2011 года.

## История
История президентства Республики Сербская Краина начинается с 19 декабря 1991 после её образования и провозглашения независимости.